# 国会議事堂 (ノルウェー)
国会議事堂（こっかいぎじどう、ノルウェー語: Stortingsbygningen）は、ノルウェー議会（ストーティング）の議事堂。首都オスロにある。

## 概要
オスロのメインストリートであるカール・ヨハン通りに面している。位置はオスロ中央駅と王宮の中間辺りである。議事堂の立地としては珍しく繁華街の中にある。1866年完成の本館と1959年に増築された後部の新館から成る。ノルウェー議会は一院制で、議場は最前部の半円形の建物の中にある。周囲を道路に囲まれているため、これ以上の増築の余地はない。このため近隣のビルに委員会室や議員事務室などが入居して必要なスペースを補っている。

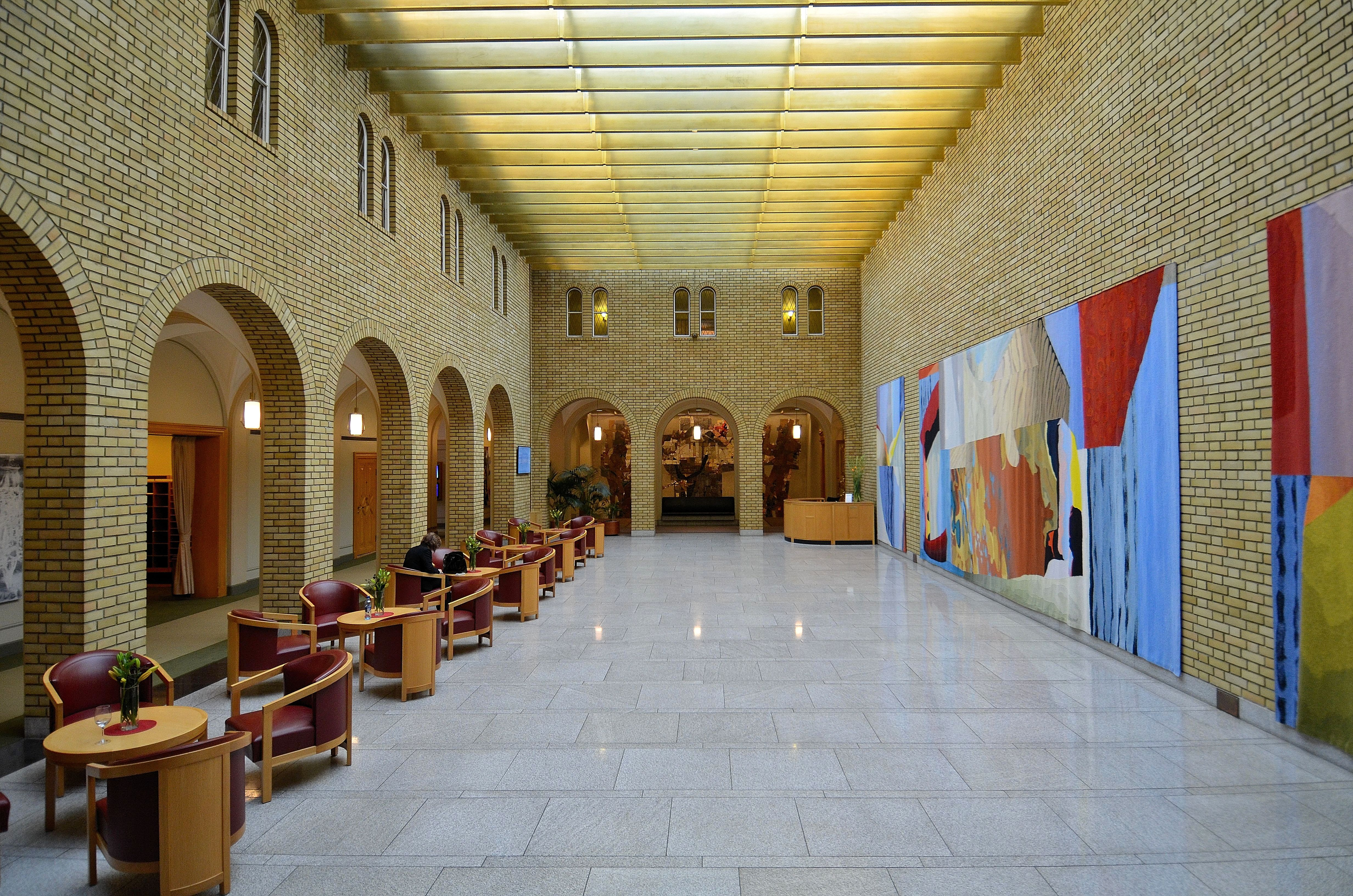
ロビー
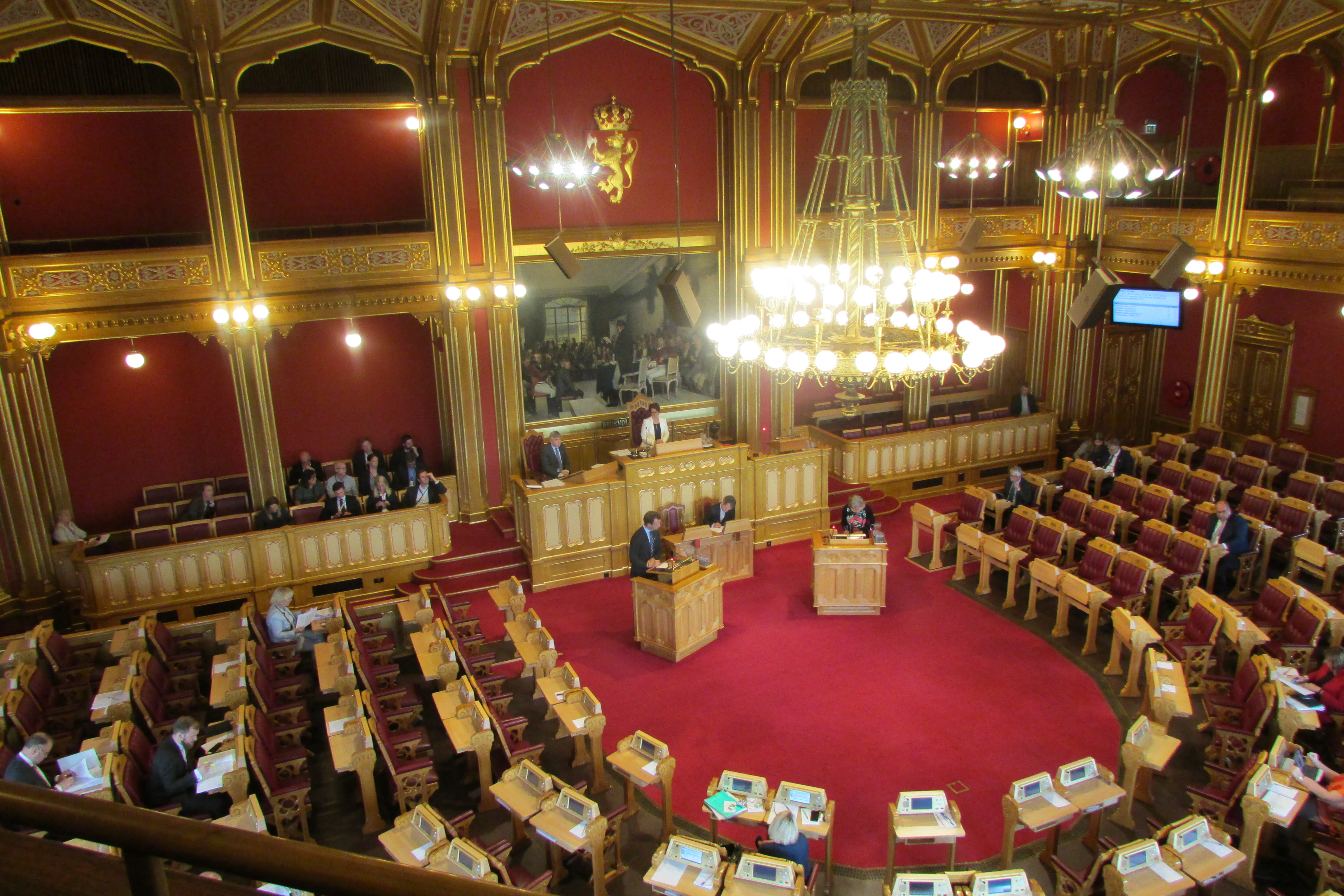
議場
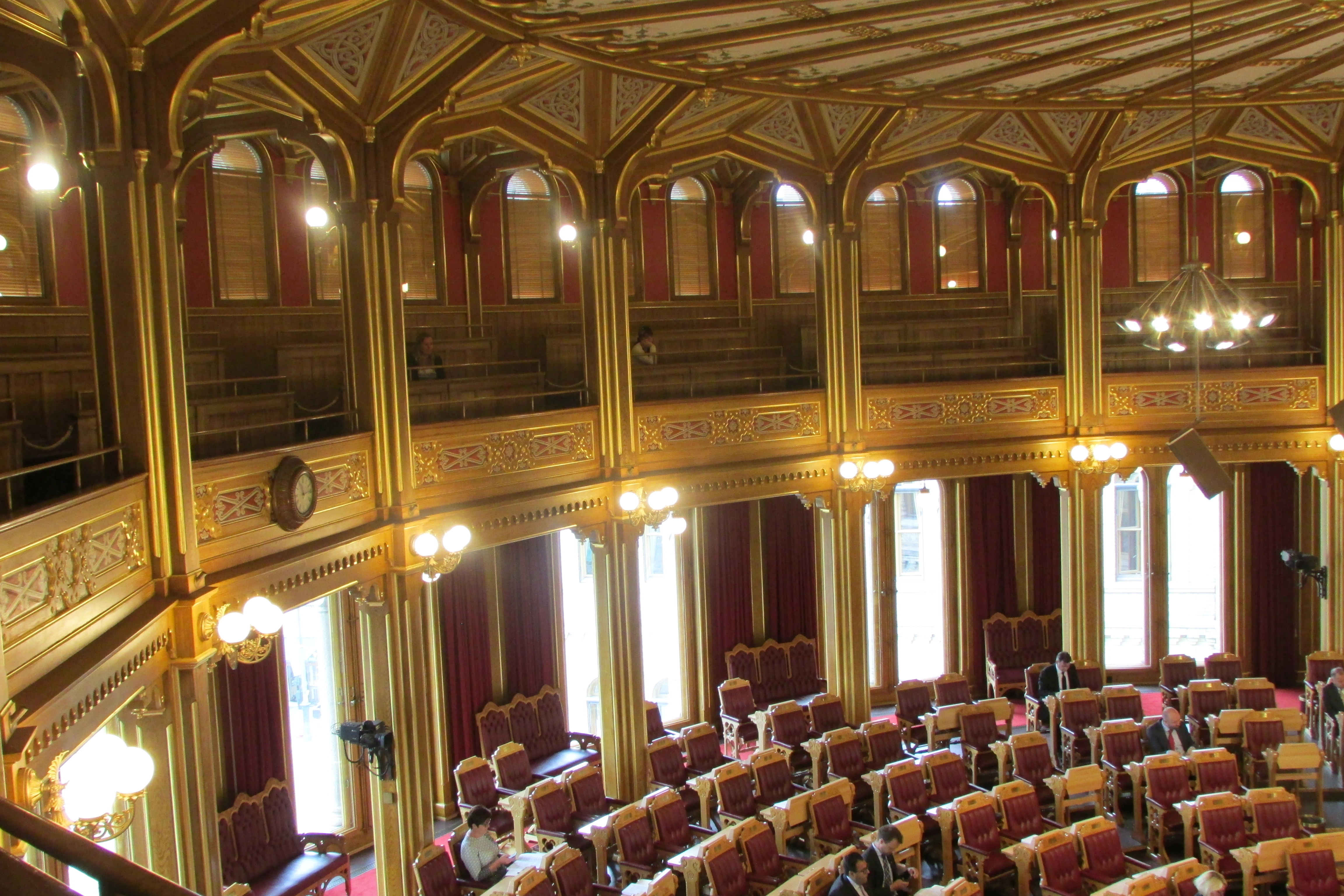
傍聴席
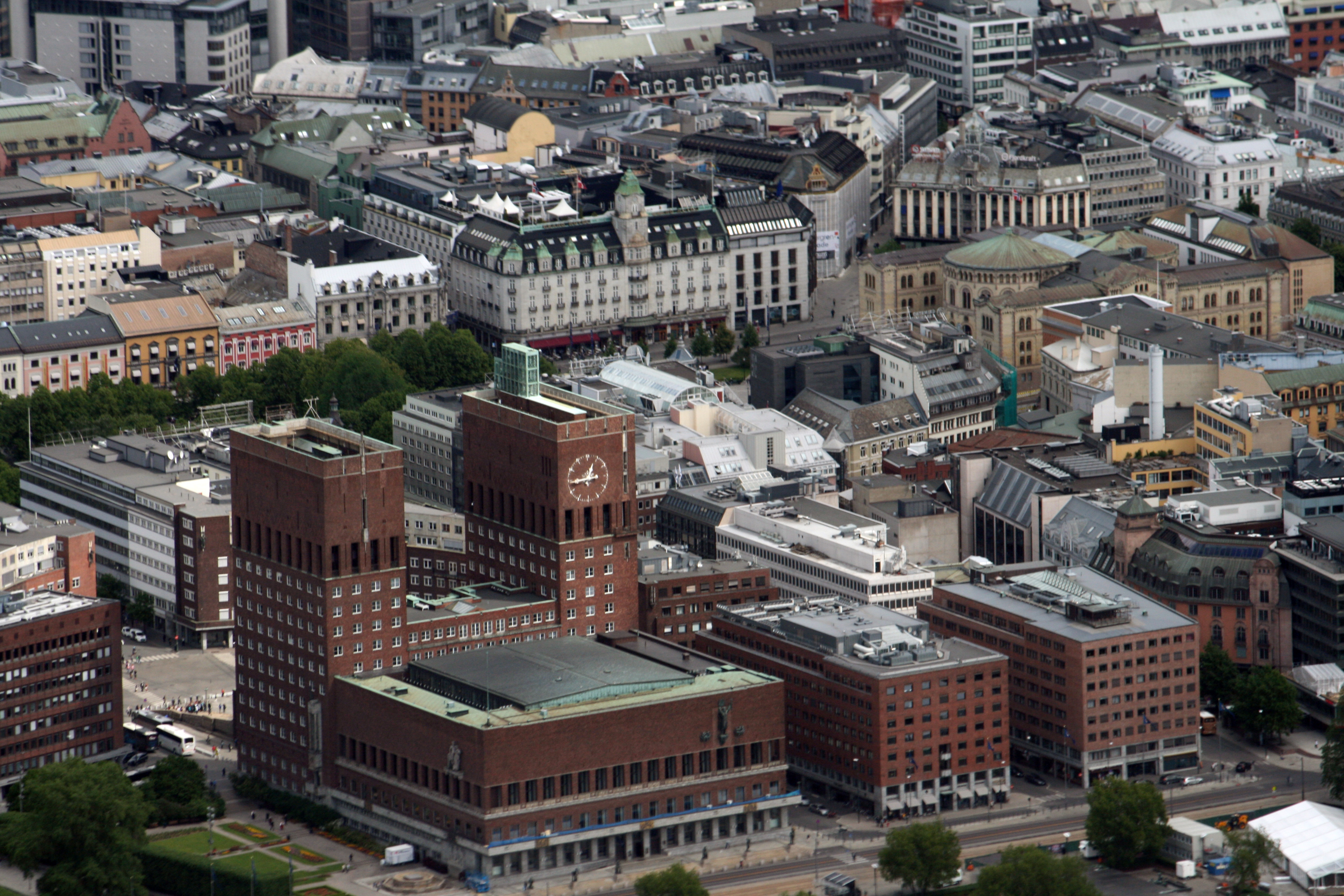
右：議事堂　手前：オスロ市庁舎